# لوپر (فیلم)
لوپر (به انگلیسی: Looper) عنوان فیلمی اکشن علمی تخیلی محصول سال ۲۰۱۲ ایالات متحده و به نویسنده و کارگردانی ریان جانسون می‌باشد. در این فیلم بازیگرانی همچون بروس ویلیس، جوزف گوردون-لویت، امیلی بلانت، پایپر پرابو و جف دانیلز ایفای نقش می‌کنند.

## داستان
داستان اصلی فیلم که در سال ۲۰۴۴ اتفاق می‌افتد، دربارهٔ گروه تبهکاری است که برای افرادی از آینده کار می‌کنند. در این زمان مسافرت در زمان هنوز ناممکن است اما در آینده‌ای نه چندان دور، یعنی سال ۲۰۷۴ مسافرت در زمان ابداع خواهد شد، برای جلوگیری از سوء استفاده‌های احتمالی از این ابداع البته در همان زمان بلافاصله ممنوع می‌گردد. همچنین بنا به ابداعات صورت گرفته از بین بردن رد جسد مردگان در آینده غیرممکن خواهد شد. به همین دلیل گروهای تبهکار افراد مورد نظر خود را انتخاب و به صورت غیرقانونی دست بسته به زمان حاضر (۲۰۴۴) می‌فرستند تا توسط مزدورانی به نام لوپر که در این زمان استخدام نموده‌اند فرد قربانی را از بین ببرند. به این ترتیب قربانی خود به خود از چرخه اتفاقات آینده حذف می‌شود، دستمزد آن‌ها نیز به صورت شمش‌های نقره یا طلا در داخل لباس قربانیان جاسازی می‌شود. جو فردی است که در این میان به دنبال بستن این چرخه است.

## نقش‌ها

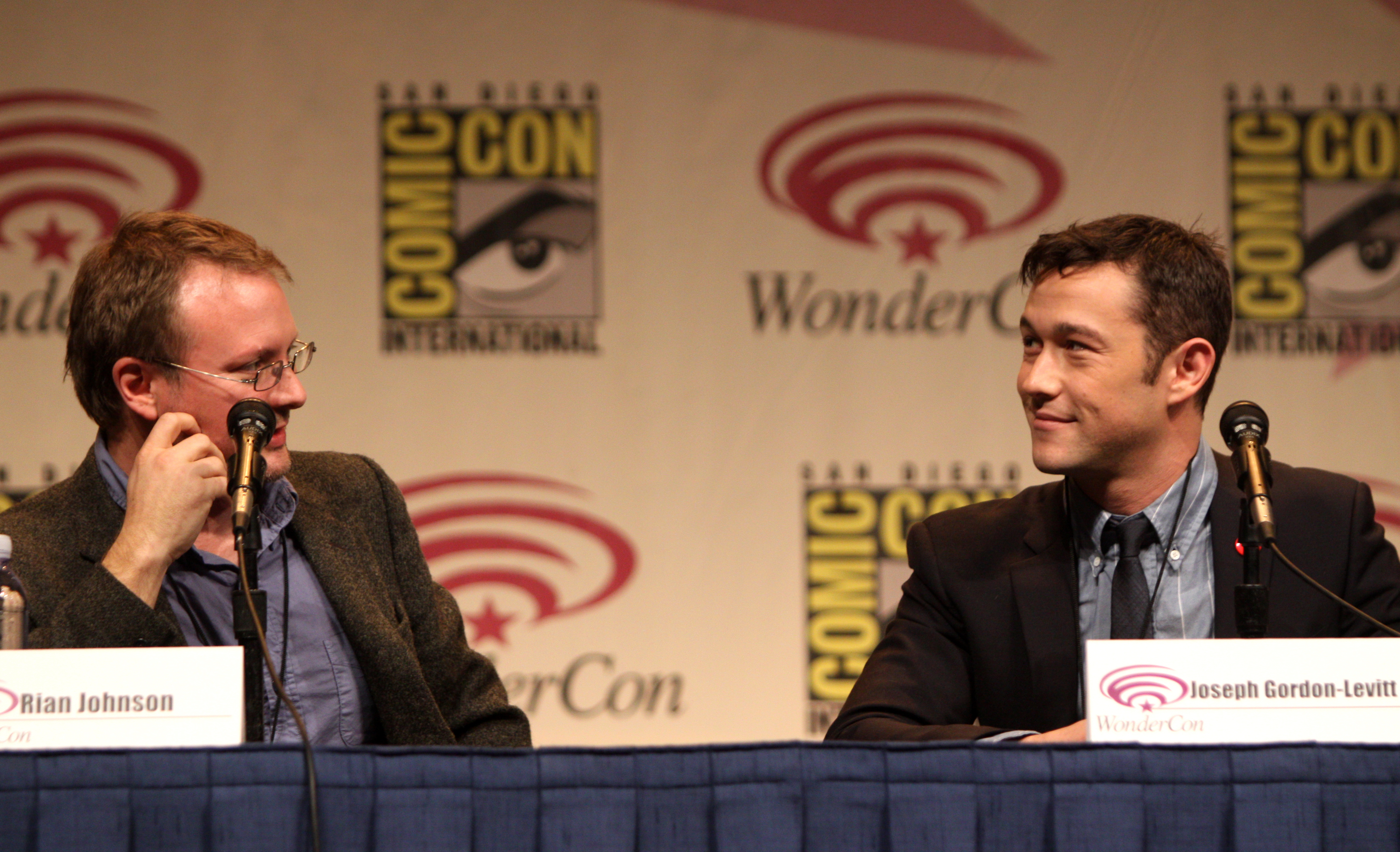
ریان جانسون و جوزف گوردون-لویت در حال سخنرانی در Wondercon 2012 در آناهیم، کالیفرنیا در 17 مارس 2012.

امیلی بلانت فاش کرد که پس از خواندن نیمی از متن فیلمنامه، با بازی در این فیلم موافقت کرد؛ او حتی نمی‌دانست شخصیت او چیست. و نیز این فیلم دومین فیلم از سه فیلمی است که او بازی می‌کند که داستان فیلم دربارهٔ شخصیت‌هایی است که برای تغییر آینده تلاش می‌کنند. اولین فیلم اداره تعدیل محصول ۲۰۱۱ و سومین آن لبه فردا محصول ۲۰۱۴ بود. همچنین این فیلم سومین همکاری کارگردان ریان جانسون و جوزف گوردون-لویت است که اولین همکاری بین آنان آجر محصول ۲۰۰۵، و دومین فیلم برادران بلوم محصول ۲۰۰۸ می‌باشد. و این دومین فیلمی است که او با یادگیری زبان فرانسه دست و پنجه نرم می‌کند و فیلم دیگر ۱۰ چیز درباره تو که ازشان متنفرم (۱۹۹۹)می‌باشد. همچنین این سومین بار است که شخصیت بروس ویلیس در زمان سفر می‌کند و با خود جوان ترش روبرو می‌شود. دو شخصیت دیگر در فیلم‌های ۱۲ میمون (۱۹۹۵) و بچه (۲۰۰۰) بودند. همچنین به گفته کارگردان فیلم، نوآ سیگان (در نقش کید بلو) کلاسهای مختلفی را گذراند تا بیاموزد که چگونه اسلحه خود را به دور انگشت خود بچرخاند. و ریان جانسون از سال ۲۰۰۲ ایده‌های این فیلم را جمع‌آوری می‌کرد.

## ساخت
تپانچه‌های فوق‌العاده بزرگ "GAT" سلاحی گرم و واقعی ست و فقط ساخته شده برای استفاده در این فیلم نیست. این سلاح یک "Big Frame Revolver" یا "BFR" است که در گروه کالیبر ۴۵-۷۰-۷۰ قرار دارد، که این تفنگ در ابتدا توسط ارتش آمریکا در سال ۱۸۷۳ مورد استفاده قرار گرفت و دارای وزن تقریبی ۴/۵ پوند است. و نیز میزگردی که در چند عکس نشان داده می‌شود یک میز چرخان از نوع "Gyro SE" است که توسط شرکت مهندسی کشور انگلستان "Michell Engineering" ساخته شده‌است و از سال ۱۹۸۳ به‌طور مداوم تولید می‌شود.

## اشتباهات فیلم
- هنگامی که اوباش فیلم در حال آماده‌سازی برای بازگرداندن جوی پیر هستند، چهار گانگستر وجود دارد: دو نفر او را مهار می‌کنند، یکی طلاها را به او وصل می‌کند و دیگری ماشین زمان را آماده می‌کند. اما در درگیری که بین آنها اتفاق می‌افتد، فقط سه نفر وجود دارند.
- وقتی جو جوان و جو پیر در کافه با هم هستند، پیشخدمت می‌آید تا سفارش آنها را بگیرد و میز آنها خالی است. با این حال، هنگامی که او برگشت تا غذای آنها را بدهد، دو نوشیدنی روی میز است و قبلاً نوشیدنی ای را به آنها نداده‌است زیرا تمام صحنه مکالمه بین دو شخصیت است که در آن پیشخدمتی حاضر نمی‌شود.[۸]